# راينر بيرغر
راينر بيرغر (بالألمانية: Rainer Berger)‏ هو عداء سريع ألماني، ولد في 23 سبتمبر 1944.

## وصلات خارجية
- راينر بيرغر على موقع أوليمبيديا (الإنجليزية)